# Henri de Lapommeraye
Henri de Lapommeraye, né Pierre Henri Victor Berdalle de Lapommeraye le 20 octobre 1839 à Rouen et mort le 25 décembre 1891 à Paris 6e est un critique de théâtre, homme politique, écrivain et dramaturge français.

## Biographie
Fils d’un imprimeur de Rouen, après de brillantes études au lycée de Rouen, où il a été couronné grand prix du concours de rhétorique, Lapommeraye avait d’abord songé à entrer à l’École normale, mais sa santé trop délicate, ne lui a pas permis un travail assez assidu et l’a obligé à y renoncer. Tout en continuant ses études de la Faculté de droit de Paris, il a pris la place d’Henri Rochefort, comme employé à la Préfecture de la Seine.
Reçu avocat, doué d’une grande facilité d’élocution, et, en même temps très érudit, il a songé à utiliser à la fois les connaissances qu’il avait acquises par l’étude et le don naturel de parler qu’il possédait. Après avoir donné, dès 1862, un cours gratuit d’enseignement public à l’Association polytechnique, il a fondé, à Sceaux, deux sections, où chaque semaine, il allait faire un cours de littérature. Le gout répandu dans Paris des conférences lui a ouvert un débouché susceptible de concilier ses aptitudes littéraires et ses facultés oratoires. Il a organisé des lectures publiques au théâtre de Cluny et fait, à l'Athénée, une tentative qui lui réussit si bien que Ballande lui a ouvert le théâtre de la Porte-Saint-Martin, où ses Matinées littéraires l’ont bientôt placé parmi ses conférenciers les plus écoutés.
Tout en s’adonnant à ce travail d’érudit, en 1869, il écrivait dans les journaux et publiait des volumes facilement écrits, tels que L'Art d’être heureux, La Société de secours mutuels, Les Invalides du travail. Il donnait chaque jour, sous le pseudonyme d’« Henri d’Allebert » à La Petite Presse, où il avait débuté, des articles ayant le même titre : Un conseil par jour, et qui ont été réunis en volume, en 1870.
Sous le Second Empire, il s’est investi dans la politique, s’intéressant notamment à la restructuration du système des asiles d’aliénés sur le territoire français. Dans les dernières années de ce régime, en 1865, il a été attaché au Sénat pour la réorganisation du service des Pétitions, y était devenu chef-adjoint des secrétaires-rédacteurs, ce qui ne l’a pas empêché de continuer ses travaux littéraires : reçu membre de la Société des gens de lettres, il a rapidement été nommé du Comité, dont il a été un de ses membres les plus actifs, et rempli, à plusieurs reprises, rempli les fonctions de rapporteur.
Lors de la guerre franco-allemande de 1870, il a été lieutenant dans les compagnies de marche, où il a rendu des services par sa parole entrainante. Partout où on le réclamait, il était prêt à parler, et il le faisait avec une chaleur patriotique des plus ardentes, multipliant les conférences au profit des blessés, pour le travail des femmes, etc. En 1871, chargé du feuilleton dramatique au Bien public, il a rapidement pris un rang distingué parmi ses confrères du lundi, publiant à cette époque, un ouvrage : les Jeunes, qui a eu du retentissement. Il a aussi collaboré au Paris.
Il a repris son modèle du « Conseil par jour » donné dans un journal, en voulant faire aussi une conférence quotidienne. Parcourant la province dans tous les sens, il a porté la parole, sans prendre un jour de repos. D’une activité extraordinaire, il s’est beaucoup intéressé à Molière, à sa vie aventureuse et à sa dramaturgie. En 1878, le ministre de l’Instruction publique Agénor Bardoux a créé pour lui une chaire d’histoire et de littérature dramatiques au Conservatoire de musique et de déclamation.
Chargé de la critique théâtrale de La France, après qu’Émile de Girardin a pris la direction de ce journal en novembre 1874, il donnait le matin même le compte-rendu de la pièce représentée la veille au soir, véritable étude de l’œuvre et une sincère appréciation de l’interprétation. Ayant eu l’idée de parler au lieu d’écrire son feuilleton dramatique, il a mis en pratique, chaque semaine, sa trouvaille, venant quelquefois, entre deux actes, causer de l’œuvre qui s’exécutait pour la première fois sur la scène. Le succès a été au rendez-vous de cette initiative qui lui permettait de donner libre cours à sa causerie émaillée de fines anecdotes et de spirituels à propos. Parlant d’abondance, absolument comme s’il improvisait, il détaillait les théories préparées avec soin dans son cabinet, pour terminer par un fait rapide, sans que son savoir n’ait rien de jamais rien de pédant ou d’aride.
Après avoir été tour à tour employé d’administration, avocat, homme de lettres, journaliste et conférencier, Lapommeraye s’est ensuite dirigé vers le théâtre, où ses nombreux feuilletons dramatiques inspirés de Molière, ou même de ses contemporains, tel Alexandre Dumas, au Bien public, puis à La France, ses études littéraires aux matinées Ballande, à la Porte-Saint-Martin, mais surtout son Feuilleton théâtral hebdomadaire à la salle des conférences du boulevard des Capucines, avaient donné un tel retentissement à son nom, que Saint-Germain, un acteur de talent, parodiait tous les soirs au théâtre, sur la scène du Vaudeville, sa physionomie aimable, sa parole facile et son geste attachant.
Il est inhumé au cimetière du Père-Lachaise,. Il était président d’honneur de la Société philotechnique et officier de la Légion d’honneur.

## Jugements
Comme critique de théâtre, il avait pris pour programme « Amour de l’art, dévouement aux jeunes, bienveillance et sincérité pour tous », programme auquel il resta constamment fidèle. Sa bienveillance légendaire, était le reflet de la bonté de son cœur : « Maintes fois, a dit Gaston Calmette, il s’est expliqué sur cette bienveillance qu’on lui reprochait : il déclarait que la critique la plus sincère risquait souvent d’être cruelle, voire injuste ; et il pensait que, tout en maintenant son autorité, il était possible de donner son opinion sans provoquer de blessure chez un confrère, chez un auteur ou chez un artiste. Par le charme de ses relations et la droiture de son caractère il avait acquis, l’on peut dire, la sympathie de tous ceux qui l’avaient connu. »

« Comme camarade et comme homme du monde, Henri de Lapommeraye est une des natures les plus sympathiques que je connaisse. Affable, gai, ennemi de la contradiction, on le trouve toujours disposé à vous être agréable. Dans ce milieu d’hommes de lettres en général si susceptibles, où nous vivons ensemble, je ne lui connais que des amis. »

## Distinctions
- Officier de la Légion d'honneur (décret du 13 juillet 1890)[7]. Nommé chevalier en 1880.

## Postérité
Une rue de sa ville natale a reçu son nom.

## Publications
- Dispositions testamentaires, Paris, C. de Mourgues, 1862, 51 p.
- Les Sociétés de secours mutuels, Paris, L. Hachette, 1867, 51 p.Conférences populaires faites à l’asile impérial de Vincennes sous le patronage de S. M. l’impératrice.
- L’Art d’être heureux, Paris, L. Hachette, 1868, 51 p. (OCLC 29841105, lire en ligne).
- Les Invalides du travail, commentaire sur la loi du 11 juillet 1868. Conférence faite à l’Asile impérial de Vincennes, Paris, bureau du journal le Suffrage universel, 1868, in-16, 44 p.
- 365 conseils. Un conseil par jour, Paris, E. Lachaud, 1869, in-18, 195 p.Rédigé sous le pseudonyme d’« Henri d’Alleber ». L’adresse de la couverture porte : « 1870 ».
- La Critique de « La visite de noces », comédie en un acte, empruntée à l’auteur de « La critique de l’École des femmes », Paris, Librairie des bibliophiles, 1871, 34 p. lire en ligne sur Gallica
- Théâtre pour tous. Les Jeunes, conférence faite pour l’inauguration des matinées dramatiques et musicales..., Paris, au théâtre des Menus-Plaisirs, 1872, in-16, 46 p. lire en ligne sur Gallica
- Histoire du début d’Alexandre Dumas fils au théâtre, ou les Tribulations de « la Dame aux camélias », Paris, Michel Lévy frères, 1873, [4]-27-[1] p. lire en ligne sur Gallica
- Les Amours de Molière, Paris, Librairie des bibliophiles, 1873, in-16, 48 p.
- Conférence sur l’Association des artistes dramatiques, faite au théâtre de la Gaîté, le 4 janvier 1874, Paris, 68, rue de Bondy, 1874, in-8°, 8 p. lire en ligne sur Gallica
- Molière et Bossuet, réponse à M. Louis Veuillot, Paris, P. Ollendorff, 1877, 1 vol., 173 p., lire en ligne sur Gallica
- La Critique de « Francillon », comédie en 1 acte, empruntée à l’auteur de « la Critique de l’École des femmes », Paris, Librairie des bibliophiles, 1887, in-18, 36 p.
- Pourquoi Lui ? réponse à M. Jules Lemaître, [s.l.], 1887, p. 317-329.Extrait de la Revue d’art dramatique, 15 mars 1887.
- Les Invalides du travail, commentaire sur la loi du 11 juillet 1868. Conférence faite à l’Asile impérial de Vincennes, Paris, bureau du journal le Suffrage universel, 1868, 2e éd., in-16, 40 p.
- Société des gens de lettres. Rapport sur les travaux du Comité durant l’exercice 1871 [et 1874], Paris, Société des gens de lettres, impr. de E. Brière (et Gauthier-Villars), 1872-1875, 2 fasc. in-8o, 19 et 26 p.
- Recueil. Dossiers biographiques Boutillier du Retail. Documentation sur Jules Lacroix, Paris, La Nouvelle Revue, L’Univers illustré, Le Rappel, etc., 1881-1888, 4 pièces.Comprend un recueil de coupures de presse parues à l’occasion du décès de Jules Lacroix. Le recueil est en partie numéroté, de la page 1 à 80.
- Hamlet, prince de Danemark, le 28 septembre 1886.Drame en 5 actes et 13 tableaux, tiré de la tragédie de Shakespeare par Alexandre Dumas et Paul Meurice, représenté pour la première fois sur le théâtre de la Comédie française.

### Préfaces
- Les Annales du théâtre et de la musique.
- Georges Bertal, Auguste Vacquerie, sa vie et son œuvre, F. Andréol, 1889, in-8o, XVII-112 p., portr. et fac-simile
- Répertoire de la Comédie-française, Paris, Librairie des bibliophiles, 1885-1892, 8 vol.
- L’Année rouennaise. Rouen en 1886, Rouen, 1887, in-fol.
- Georges Du Bosch, Denise, drame en 4 actes, représentée pour la première fois, sur le théâtre du Parc, à Bruxelles, le 11 décembre 1875, Paris, Édouard Dentu, 1877, 80 p.
- L’Institutrice, récit en vers, Rouen, E. Cagniard, 1887, in-4°, 20 p.
- Pierre Robbe, Rabelais novice, comédie en 1 acte et en vers, Paris, P. Ollendorf, 1884 in-18, XII-36 p.
- Ida Brüning, Le Théâtre en Allemagne, son origine et ses luttes (1200-1760), Paris : E. Plon, Nourrit et Cie, 1887, in-12, XII-295 p., fig.